# Nizamabad
Nizamabad là một thành phố và khu đô thị của quận Nizamabad thuộc bang Andhra Pradesh, Ấn Độ.

## Địa lý
Nizamabad có vị trí 16°32′B 78°40′Đ / 16,53°B 78,67°Đ Nó có độ cao trung bình là 395 mét (1295 feet).

## Nhân khẩu
Theo điều tra dân số năm 2001 của Ấn Độ, Nizamabad có dân số 286.956 người. Phái nam chiếm 51% tổng số dân và phái nữ chiếm 49%. Nizamabad có tỷ lệ 64% biết đọc biết viết, cao hơn tỷ lệ trung bình toàn quốc là 59,5%: tỷ lệ cho phái nam là 71%, và tỷ lệ cho phái nữ là 55%. Tại Nizamabad, 13% dân số nhỏ hơn 6 tuổi.